# 艾倫·瑪麗·施塔韋爾-布朗
艾倫·瑪麗·施塔韋爾-布朗（Ellen Mary Stawell-Brown，1878年—1958年），婚後姓名艾倫·赫姆斯泰德（Ellen Hemsted），是英格蘭女子羽球和網球運動員。她主要參加全英羽球錦標賽和溫布頓網球錦標賽。她是在溫布頓錦標賽女子單打比賽中採用上手發球的第一人。
艾倫·瑪麗·施塔韋爾-布朗在20世紀初（1900年代）代表英國參加羽球和網球的國際比賽。她在1901年、1902年、1903年、1904年和1905年參加溫布頓網球錦標賽。
她的著名為1901年全英羽球錦標賽搭配F·S·柯里爾贏得混合雙打冠軍。她還參加了1906年全英羽球錦標賽。
艾倫的外孫女珍·韓曼（出生名珍·畢林頓）也是一位在國際上代表英格蘭的網球運動員，而外曾孫（珍·韓曼的兒子）蒂姆·韓曼則是受歡迎的退役網球選手。